# Oreogrammitis beddomeana
Oreogrammitis beddomeana là một loài dương xỉ trong họ Polypodiaceae. Loài này được T.C.Hsu mô tả khoa học đầu tiên năm 2019.